# Pál Gyulai
Pál Gyulai (n. 25 ianuarie 1826, Cluj, Imperiul Austriac – d. 9 noiembrie 1909, Budapesta, Austro-Ungaria) a fost un scriitor maghiar.